# Huis van de Vettii

Plattegrond.

Het Huis van de Vettii (Latijn: Domus Vettiorum) is een domus in de Romeinse stad Pompeii, die door de uitbarsting van de Vesuvius in 79 na Christus behouden bleef. 
Het huis is genoemd naar zijn eigenaars, twee succesvolle vrijgelaten slaven: Aulus Vettius Conviva, een Augustalis, en Aulus Vettius Restitutus. De zorgvuldige opgravingen hebben bijna alle muurfresco's bewaard, die na de aardbeving van 62 na Christus werden voltooid, op de wijze die kunsthistorici de Pompeïsche Vierde Stijl noemen. 
Het Huis van de Vettii bevindt zich in regio VI, bij de Vesuviaanse Poort, begrensd door de Vicolo di Mercurio en de Vicolo dei Vettii. Het huis is een van de grootste domus in Pompeii, en beslaat het gehele zuidelijke deel van blok 15. De plattegrond is gemaakt in een typisch Romeinse domus met uitzondering van een tablinum, dat niet is opgenomen. Er zijn twaalf mythologische taferelen verdeeld over vier cubicula en een triclinium.
In 2023 werd het Huis van de Vettii, na twintig jaar restauratie, opnieuw toegankelijk voor het publiek.
- Gemeinsame Normdatei: 4844346-3
- Library of Congress Control Number: sh00008631
- Nationale Bibliotheek van Israël: 987007294552605171
- Virtual International Authority File: 234361186
- WorldCat: E39PBJbCMht4xJRCDxVHQrCJDq